# Букрово
Букрово (на турски: Sağlamtaş) е село в Източна Тракия, Турция, Вилает Родосто.

## География
Селото се намира на 26 км югоизточно от Малгара.

## История
В началото на 20 век Букрово е село в Малгарска кааза на Османската империя. Според статистиката на професор Любомир Милетич в 1912 година в селото живеят 200 семейства помаци.